# Polinización por engaño

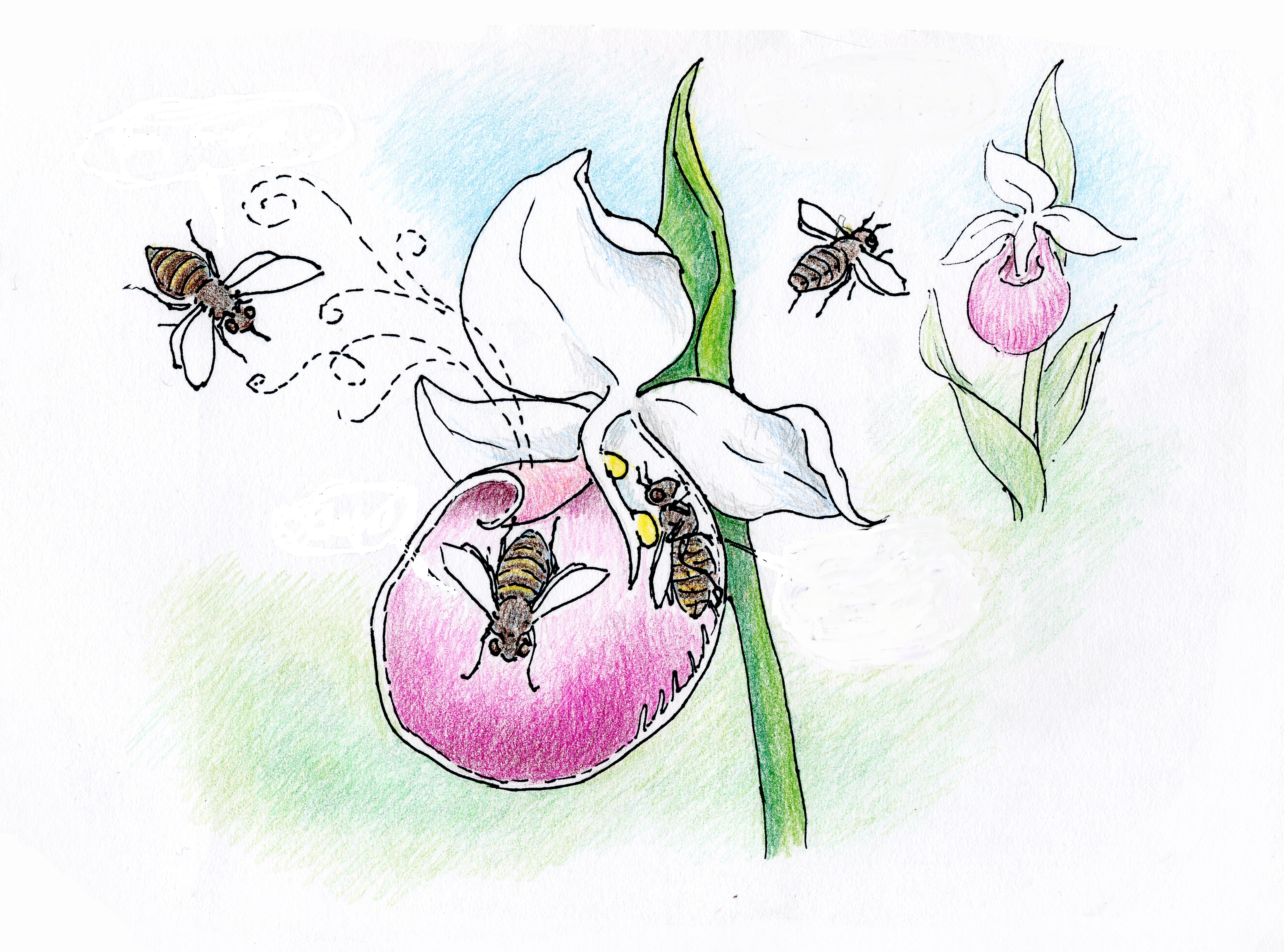
Cypripedium o zapato de dama atrae y entrampa un insecto que tiene que pasar cerca de la polinia asegurando así la polinización

La polinización por engaño es un mecanismo de polinización por medio del cual las plantas con flores transfieren el polen de un individuo a otro sin otorgar recompensas al polinizador. La estrategia de no producir recompensas sólo es exitosa si la frecuencia de los individuos que no producen recompensas es menor a la de los que las producen (selección según la frecuencia). 
Este tipo de polinización ocurre en individuos que disfrutan los beneficios de la interacción planta-polinizador, pero no pagan los costos (inversión de energía). Se considera un tipo de mimetismo batesiano, ya que las flores "engañan" activamente a los polinizadores por medio de su parecido con las flores que sí producen recompensas. La polinización se realiza a través de polinizadores inexpertos o explotando los sesgos sensoriales instintivos de los mismos.
La polinización por engaño ocurre en aproximadamente 32 familias de angiospermas. De las 7500 especies que la llevan a cabo, 6500 son orquídeas. 

## Condiciones para la evolución por engaño
1. Costos de producción de recompensas elevado, no producirlas constituye un ahorro de recursos importante.
2. Polimorfismo en la producción de recompensas entre las flores.
3. La polinización depende de las equivocaciones de los polinizadores durante el forrajeo.[2]

## Tipos de polinización por engaño
1. Engaño alimenticio.  Estructuras morfológicas que se asemejan al alimento de los polinizadores como pseudopolen, pseudonectarios y pseudoflores (flores estériles) u olor a carroña (por ejemplo Symplocarpus foetidus). Señalan la presencia de recompensas sin proveerlas o las producen en menor cantidad.[4]
2. Engaño de sitio de anidamiento o refugio. Estructuras morfológicas que imitan sitios de oviposición y/o refugio.
3. Engaño sexual. Las flores funcionan como sitios de apareamiento o simulan a las hembras de ciertos grupos de insectos a través de aromas o formas.[4][5]

## ¿De qué depende el éxito de la polinización por engaño?
1. Frecuencia relativa de las flores sin recompensa.
2. Grado de similitud entre los dos tipos de flor.
3. Capacidades sensoriales de los polinizadores.[2]

## Novedad evolutiva
Asociada a plantas con síndromes de polinización altamente especializados (Orchidaceae), sin embargo, fenómeno ampliamente extendido.